# Giulia Gonzaga

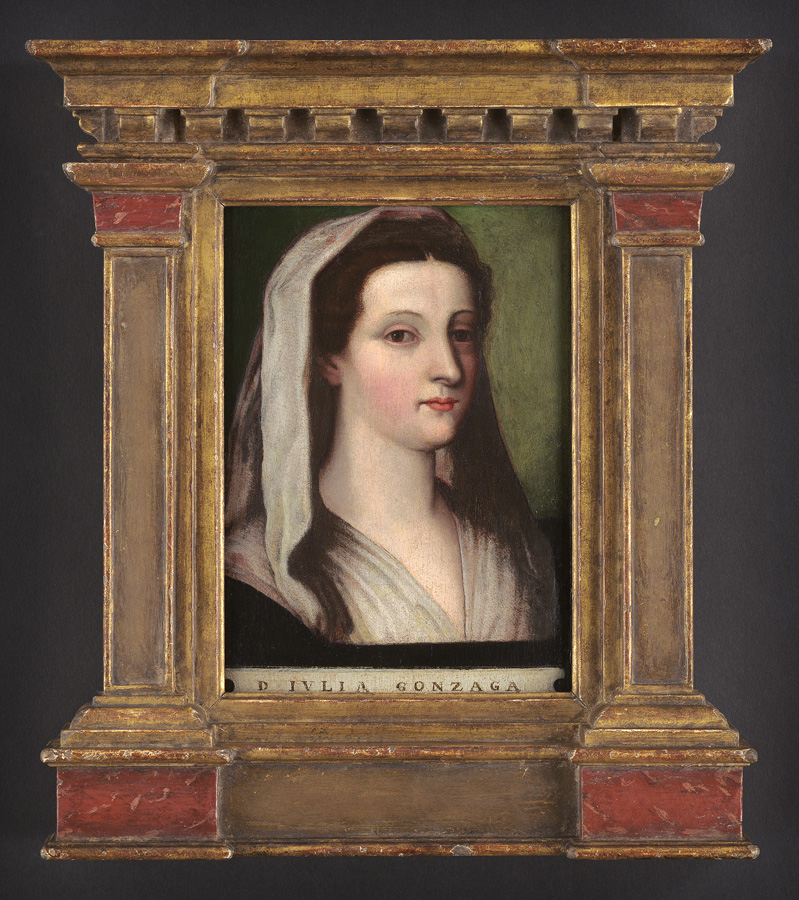
Cerchia S. del Piombo Giulia Gonzaga

Giulia Gonzaga, född 1513, död 1566, var en italiensk adelskvinna. Hon var regerande grevinna av Rodigo 1528-1541. 
Hon var dotter till kondottiären Ludovico Gonzaga och Francesca Fieschi. Hon gifte sig 1526 med kondottiären Vespasiano Colonna, greve av Fondi och hertig av Traetto. Paret fick inga barn. Hon blev änka 1528 och fick ärva sin makes grevskap Rodigo som regerande grevinna, på villkor att hon inte gifte om sig. Hon vägrade att gifta om sig, men hade möjligen ett förhållande med sin nära vän Ippolito de' Medici. Som änka bodde hon i Fondi, som hon gjorde till ett kulturcentrum. 
Hon var berömd för sin skönhet. År 1534 attackerades Fondi av en flotta av korsarer under Barbarossa. Han hade fått i uppdrag av storvisir Pargalı İbrahim Pascha att ta henne som slav och placera henne i det kejserliga osmanska haremet som Süleyman I:s slavkonkubin för att ersätta den inflytelserika Roxelana. Det har också spekulerats om att Barbarossa fick hjälp av hennes döde makes familj, som ville återfå den egendom hon hade fått efter maken som änka. Kidnappningsförsöket misslyckades och Giulia Gonzaga lyckades fly med en enda vaktsoldat klädd i bara nattlinnet. Som hämnd för hennes flykt massakrerade Barbarossa befolkningen i Fondi och Sperlonga innan hans flotta tvingades ge sig av efter ett ha slagits tillbaka vid Itri. 
År 1535 flyttade hon till Neapel. Hon bosatte sig i ett kloster, men blev inte nunna utan bodde där som gäst och var fortfarande regerande grevinna. Hon lämnade sitt grevskap i arv till sin nevö. 